# Don't Stop (Funkin' 4 Jamaica)
"Don't Stop (Funkin' 4 Jamaica)" là bài hát được sáng tác, sản xuất bởi ca sĩ người Mỹ Mariah Carey, DJ Clue, Duro, và Mystikal, thu âm cho album thứ 10 của Carey, Glitter (2001). Bài hát được xây dựng xung quanh phiên bản "Funkin' for Jamaica (N.Y.)" thập niên 80, sản xuất bởi Tom Browne và Toni Smith, và thêm phần rap của Mystikal. Mystikal hát rap về những khoảng thời gian lý thú suốt cả đoạn, trong khi Carey nhắc lại nhiều lần câu "don't stop" với anh ở phần điệp khúc. Đây là đĩa đơn thứ 3 được phát hành trong năm 2001 (xem Âm nhạc 2001)
Như những đĩa đơn trước của album, "Don't Stop (Funkin' 4 Jamaica)" cũng là một sự thất vọng về thương mại. Ca khúc này không có mặt trên U.S. Billboard Hot 100, nhưng xuất hiện thứ 23 trên Billboard's Bubbling Under Hot 100 Singles (bảng xếp hạng 25 đĩa đơn nằm dưới vị trí 100 và không chắc chắn có mặt ở Hot 100). Điều này thật trớ trêu khi trong suốt đoạn rap thứ ba của bài hát, Mystikal đã đọc câu "đây chắc chắn là sự khởi đầu số 1 khác", mặc dù đa số đều cho rằng nó ám chỉ album chứ không phải bài hát. Ngược lại với "Never Too Far" (đĩa đơn thứ hai của album) chủ yếu thu hút vào thị trường pop và adult contemporary, thì "Don't Stop" lại tiến gần hơn đến thị trường R&B và rhythmic. Ca khúc chỉ vươn lên top 40 tại Anh và Australia, là mặt A của đĩa đôi với "Never Too Far".
Video của đĩa đơn có tiến triển khá hơn bài hát, nhận được một vị trí airplay nặng ký trên MTV. Đạo diễn Sanaa Hamri đã lấy chủ đề là những nhánh sông phía nam và phong cách sống nơi đây, diễn tả Carey cùng Mystikal ăn mặc và để kiểu tóc theo lối "nam phương". Ở vài cảnh, ba Carey khác nhau cùng lúc hát chung dưới một micro trên màn ảnh. "Don't Stop (Funkin' 4 Jamaica)" cũng xuất hiện một cảnh trong phim Glitter, khi mà nhà sản xuất Julian "Dice" Black gặp Billie Frank (Carey thủ vai) và mời cô tới câu lạc bộ của mình tham gia buổi ứng biến tự do nhạc.

## Bảng xếp hạng
| Bảng xếp hạng (2001)                            | Vị trí cao nhất |
| ----------------------------------------------- | --------------- |
| U.S. Billboard Bubbling Under Hot 100 Singles   | 23              |
| U.S. Billboard Hot R&B/Hip-Hop Singles & Tracks | 42              |
| U.S. Billboard Hot R&B/Hip-Hop Airplay          | 42              |
| UK Top 75 Singles 1                             | 32              |
| Australia Top 100 Singles 1                     | 36              |
| Italian Singles Chart                           | 62              |
| Swiss Singles Chart 1                           | 65              |
| Netherlands Singles Chart 1                     | 67              |

1 "Never Too Far"/"Don't Stop (Funkin' 4 Jamaica)".